# 佩尼亞基
49°53′42″N 25°11′13″E / 49.89500°N 25.18694°E
佩尼亞基（烏克蘭語：Пеняки），是烏克蘭西部的村莊，隸屬利維夫州的佐洛奇夫區。該村始建於1515年，面積1.64平方公里，海拔高度348米，2001年該村落人口622。